# Der Rabengott

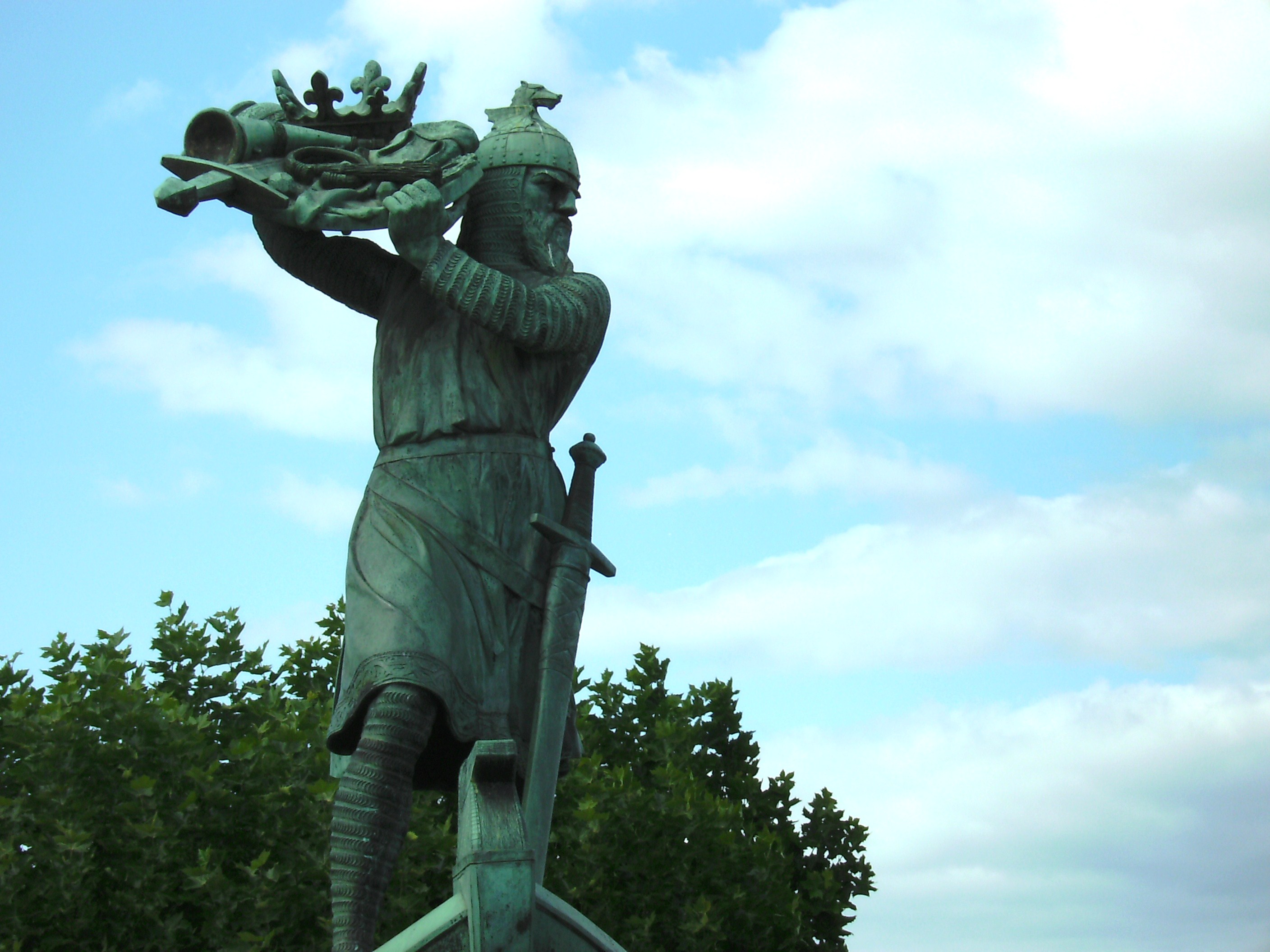
Hagen, der den Nibelungenschatz im Rhein versenkt, als Bronzeplastik von Johannes Hirt aus dem Jahr 1905

Der Rabengott ist ein Fantasyroman von Kai Meyer, der 1997 veröffentlicht wurde und den ersten von neun Bänden der Romanreihe Die Nibelungen darstellt. Der Roman hat den Sagenhelden Hagen von Tronje als Protagonisten und liefert einen von der Überlieferung abweichenden Grund für das spätere Versenken des Nibelungenhorts im Rhein. In der inneren Chronologie der Romane steht er an zweiter Stelle.

## Handlung
Nach einer Schlacht, an der er als Söldner teilgenommen hat, findet sich Hagen von Tronje als einziger Überlebender eines Hinterhalts verletzt und vorerst blind auf dem Schlachtfeld wieder. Ein junges Mädchen, das sich selbst nur „Nimmermehr“ nennt, kommt ihm zu Hilfe und bringt ihn in eine nahegelegene Höhle, wo sie seine Wunden versorgt. Das Mädchen meint, dass es Hagens Hilfe braucht, sie will das sogenannte Herbsthaus finden, bleibt Hagen eine genaue Erklärung jedoch schuldig. Sie wird zudem von einem mächtigen Zauberer namens Morten von Gotenburg verfolgt, von dem man sagt, dass eine ganze Reihe von kleinen Teufeln seine ganze Haut überziehen. Sie will, dass Hagen mit ihr reitet, wobei sie hinter ihm sitzt und die Zügel hält, für Außenstehende aber soll es so wirken, als wäre Hagen der Reiter. Damit erhofft sie sich, von allerlei zwielichtigen Gestalten auf der Reise unbehelligt zu bleiben.
Hagen willigt schließlich ein, es gelingt ihm nicht, mehr über Nimmermehr herauszufinden, nur dass ihre Eltern nicht mehr leben und auch deren Dorf nicht mehr besteht. Sie schlägt vor, Hagen ihr Geheimnis zu verraten, wenn dieser ihr während des Ritts seines erzählt. Hagen lässt sich auf den Handel schließlich ein und erzählt eine Geschichte aus seiner Jugend:
Nach einem schweren Hochwasser hatten als Kinder er und sein älterer Bruder Dankwart sich während eines Festes nach draußen geschlichen und das Ufer des Rheins aufgesucht. Dort fanden sie ein Boot, das sich an einem Baum verfangen hatte. Vom Gedanken besessen, dort einen Schatz zu finden, wollten sie es betreten. Hagen kletterte hinüber, fand das Boot jedoch leer vor, keine Spur von der Besatzung. Das Boot löste sich jedoch und trieb weiter den Fluss hinab. Es verfing sich irgendwann erneut nahe dem Ufer und Hagen stieß auf einen Kreis von fünf Eichen, in deren Wipfeln er eine ganze Reihe von kostbaren Gegenständen aus Gold fand. Er nahm diese an sich und versuchte, das Ufer zu erreichen, fiel dabei aber in das Wasser. Dort spürte er plötzlich eine unheimliche Kälte aus dem Wasser aufsteigen, bevor er das Bewusstsein verlor. Dankwart fand ihn schließlich bewusstlos am Ufer und brachte ihn zurück zur Burg. Erst nach sechs Tagen Bewusstlosigkeit erwachte Hagen wieder. Ihr Vater, der Graf Adalmar von Tronje, fürchtete, dass es sich hierbei um nichts Natürliches handeln kann und ließ Bärbart, ein Weiser an seinem Hof, das heidnische Ritual der Zweiten Geburt durchführen: Hagen musste während einer Zeremonie durch die schmale Öffnung zwischen den zwei Stämmen eines ihm seit seiner Geburt geweihten Baumes klettern. Wenn sich dann nach einem Jahr die Öffnung schließen würde, so die Überlieferung, wisse man, dass Hagen, von was immer ihm geschehen war, geholt wurde. Fortan, so heißt es, stünden er und der Baum in einem besonders engen Verhältnis, wären eins geworden, Hagens Seele werde nach dessen Tod in diesen Baum fahren. Als Hagen sich den Baum eines Tages genauer ansah, stellte er fest, dass er nicht durch die Öffnung auf die andere Seite blicken kann, sondern einen Augenblick der damaligen Zeremonie betrachtet, der dort festgehalten ist.
Hagen fand zudem heraus, dass das Gold, das er an sich genommen hatte, nicht wieder verloren ging, sondern von seinem Bruder Dankwart an sich genommen wurde, der es versteckte. Dankwart, den Hagen in seine Erlebnisse eingeweiht hatte, berichtete Bärbart davon, woraufhin dieser sich sehr beunruhigt zeigte, da sie es hierbei mit dem Siebenschläfer, einem gefährlichen Flussgeist zu tun haben. Dankwart warf das Gold, das dem Siebenschläfer durch Hagen gestohlen wurde, schließlich zurück in den Rhein, Bärbart verschwand kurz danach vom Hof, nachdem er kurz vorher noch Graf Adalmar geraten hatte, Hagen zu töten, ein Rat, dem dieser aber nicht nachkam. Hagen beschloss, mit dem Geist Kontakt aufzunehmen. Am Ufer des Rheins stieß er auf drei weibliche Wassergeister, die ihm eröffnen, dass es keine Möglichkeit der Wiedergutmachung gibt. Hagen habe nur die Wahl, diesem regelmäßig Gold zu opfern, damit der Siebenschläfer ruhig bleibt. Jedes Mal aber müsse die geopferte Menge doppelt so groß wie beim Mal davor sein. Wenn Hagen dies nicht mache, so werde der Siebenschläfer alles, was Hagen wichtig ist, von ihm nehmen. Hagen tat widerwillig wie im geheißen. Als er dann aber an den Hof von Graf Otberg geschickt wurde, um sich dort alle Fertigkeiten anzueignen, die ein zukünftiger Ritter benötigt, vergaß er dies und bemerkte, dass nichts von dem Angedrohten geschah. Er genoss seine neue Umgebung und verliebte sich in Malena, eine der beiden Töchter des Grafen. Als sie eines Tages von einem gemeinsamen Ausritt später heimkamen, fanden sie die Burg aber verlassen vor. Hagen musste noch mit ansehen, wie die Wassergeister das Mädchen mit in den Brunnen im Burghof ziehen, er konnte sie nicht retten. So hatte ihm der Siebenschläfer schließlich seine neue Heimat und auch seine erste Liebe geraubt.
Während Hagen und Nimmermehr weiterreiten, bemerken sie plötzlich, dass andere Reiter in ihrer Nähe sind. Hagen sagt Nimmermehr, sie solle sich verstecken und tritt, obwohl blind, den Fremden so entgegen. Vorher legt ihm Nimmermehr allerdings noch einen schwarzen Mantel mit Rabenfedern um. Als die Fremden näherkommen, nimmt Hagen plötzlich auf jeder seiner Schulter einen Raben wahr und die Fremden halten ihn offenbar für den Gott Wodan, der sich nun wieder den Menschen zeigt. Er begleitet die Gruppe und gibt diesen einige Rätsel in Art des Gottes auf, wobei sich Runold, der Anführer der Gruppe, als sehr gut beim Lösen erweist. Als sie zum Dorf Zunderwald kommen, stellt sich heraus, was Runold wirklich vorhat: Er hatte erkannt, dass Hagen kein Gott ist, will seine Darstellungskünste jedoch nutzen: Es handelt sich bei den Fremden um eine Gruppe, die damit ihr Geld verdient, von Dorf zu Dorf zu ziehen und sich bei den Bewohnern als germanische Götter auszugeben, mit denen diese gegen Bezahlung sprechen können. Bei der Darbietung in Zunderwald fliegt der Schwindel jedoch auf. Die anderen Mitglieder der Betrügergruppe können entkommen, Hagen und Runold geraten in die Hände der Bewohner. Sie glauben, dass Runold irgendwo Gold versteckt habe und foltern diesen, um den Aufbewahrungsort herauszukriegen.
Hagen kann die Flucht gelingen, allerdings ist er durch seine Blindheit kaum in der Lage, sich zurechtzufinden. Er bemerkt jedoch, dass die Bewohner von Zunderwald die Siedlung verlassen, weil eine Überschwemmung droht, die Landzunge zeitweilig vom Festland abzuschneiden. Hagen eilt alleine hilflos umher, als er auf einen christlichen Missionar stößt, der sich seiner annimmt. Der Geistliche hatte beschlossen, im Ort selbst das Hochwasser abzuwarten, dafür wurde ihm ein höhergelegener Raum im Haus des Verwalters überlassen. Der Geistliche ist sehr zuvorkommend und hilft Hagen, stellt sich ihm als Morten von Gotenburg vor. Hagen ist überrascht, dass der Mann vor ihm so überhaupt nicht zu dem passt, was Nimmermehr über ihn gesagt hatte. Statt eines grausamen Schwarzmagiers sieht er sich einem selbstlosen Christen gegenüber. Als Hagen erfährt, dass im Haus des Verwalters auch Gold lagert, tötet Hagen schließlich, weil das nächste Opfer für den Siebenschläfer bevorsteht, den Geistlichen aus dem Hinterhalt und nimmt das Gold an sich. Mit diesem geht er nach draußen, nicht wissend, wohin er sich wenden soll, als Nimmermehr wieder auftaucht. Es stellt sich heraus, dass es sich bei ihr um den Geist von Nana, der jüngeren Schwester von Malena handelt, die damals nicht in der Burg war, als der Siebenschläfer alle Bewohner von Graf Otberts Burg mit sich nahm. Das Mädchen starb jedoch später bei einem Hochwasser und lebt fortan im Rhein als Geist. Sie hoffte all die Zeit, das Herbsthaus, den Aufenthaltsort des Siebenschläfers, zu finden, wo sich auch ihre Schwester befindet. Sie kam zu Hagen, weil sie weiß, dass dieser regelmäßig dem Wassergeist opfern muss und erhoffte sich, durch die Nähe zu ihm ihr Ziel zu erreichen. Als Hagen sie fragt, weshalb sie ihm hinsichtlich Morten nicht die Wahrheit gesagt habe, meint sie, dass sie testen wollte, ob Hagen wirklich einen unschuldigen Menschen töten wurde, um an das Gold zu kommen. Nun könne sie, wenn sie das Herbsthaus erreicht, ihrer Schwester berichten, was aus Hagen geworden ist, und diese wird nicht mehr traurig darüber sein, von ihm getrennt worden zu sein. Hagen bringt das Gold dem Siebenschläfer dar, als dieser erscheint, geht Malena mit diesem.
Hagen, dessen Sehfähigkeit inzwischen wiederhergestellt wurde, allerdings ist sein linkes Auge blind geblieben, was er fortan mit einer Augenklappe verdeckt, begibt sich nun zur Burg seines Vaters, die inzwischen zu großen Teilen zugewachsen ist. Der Siebenschläfer, das hatte er erfahren müssen, hatte, während er beim Otberg am Hof war und nichts mehr opferte, als erstes Opfer seine dort lebende Familie ausgelöscht. Er begibt sich zu dem Baum und erinnert sich daran, dass seine Mutter einmal meinte, wenn ein solcher Baum gefällt und für den Bau eines Schiffes verwendet wird, würde ein Wassergeist entstehen. Hagen will nicht, dass dies geschieht und zündet daher den Baum an, der verbrennt. Dabei wird auch das eingeschlossene Stück Zeit wieder freigesetzt. Danach beschließt Hagen, sich nach Worms zu begeben, wo sein Bruder Dankwart bereits ist und hofft, dort eine neue Tätigkeit zu finden.

## Vergleich mit dem Nibelungenlied
Der im Roman dargestellte Fluch, dem Hagen ausgesetzt ist, und ihn zwingt, dem Siebenschläfer regelmäßig Goldopfer im Rhein darzubringen, lässt darauf schließen, dass die bekannte Versenkung des Nibelungenhorts im Rhein, wie es auch im Nibelungenlied, vorkommt, auch dadurch begründet ist. Damit widerspricht der Roman der mittelalterlichen Vorlage, denn diese benennt deutlich die Motivation hinter Hagens Tat: Kriemhild nutzt dort den Schatz, der nach Siegfrieds Tod nach Worms gebracht wurde und ihr gehört, dazu, um damit Gefolgsleute anzuwerben, was als Bedrohung wahrgenommen wird, nachdem Kriemhild ihren Bruder Gunther und Hagen als die Mörder ihres Gatten sieht. Die Versenkung des Horts dient somit dazu, Kriemhild diese Macht zu entziehen. Es wird im Nibelungenlied auch angedeutet, dass die Burgunder durchaus im Sinn haben, das versenkte Gold bei einer späteren Gelegenheit wieder zu bergen, das Versenken im Rhein dient ihnen als vorerst sicherer Verwahrungsort.

## Hintergrund
Als literarische Einflüsse für den Roman nannte Meyer selbst die Conan-Geschichten von Robert E. Howard sowie die Kane-Romane von Karl Edward Wagner.
Das Roman wurde 2007 unter dem Titel „Nibelungengold“ gemeinsam mit den drei anderen von Meyer geschriebenen Romanen der Reihe („Das Drachenlied“, „Die Hexenkönigin“ und „Der Zwergenkrieg“) in einem Band und unter seinem richtigen Namen neu herausgegeben.
2012 folgte eine Neuauflage des Romans mit neuem Design in Form eines E-Books.

## Rezeption
Das Magazin Wunderwelten, das damalige Hausmagazin von Fantasy Productions, urteilte: „Kai Mayer erzählt diese Geschichte spannend und effizient, verknüpft geschickt die Episoden um den jungen und den erwachsenen Hagen, bringt Geheimnisse hinein [...], spielt mit Versatzstücken germanischer Mythologie und greift en passant den Konflikt zwischen magischen Geschöpfen und dem Christentum auf“, dabei wird ein Vergleich zu Poul Andersons Werk „Die Kinder des Wassermanns“ gezogen. Insgesamt sei es „eine runde Sache“, „diese Erzählung frisch und sehr viel besser als das aufgequollene Garn eines Grundy und handlungsdramaturgisch der beste der sechs Romane [der Reihe].“
In Fantasia, dem offiziellen Magazin des Ersten Deutschen Fantasy Clubs, urteilte Klaus-Michael Vent 2024, dass Meyer die mittelalterlichen Figuren „in der von ihm gewohnten Qualität“ beschreibe. „Besonders gelungen“ sei dabei die Darstellung des Rheins, „der offenbar wie ein Lebewesen denkt oder dem in ihm wohnenden Siebenschläfer gehorcht“.

## Ausgaben
- Kai Meyer: Das Rabengott (Die Nibelungen, Bd. 1), Econ, Düsseldorf 1997, ISBN 3-612-27410-4
- Kai Meyer: Nibelungengold. 4 Romane in einem Band, Bastei Lübbe, Köln 2007, ISBN 3-404-15701-X
- Kai Meyer: Der Rabengott. Ein Nibelungen-Roman, MiMe books, München 2012, ISBN 978-3-9815001-6-5 (E-Book)